# Mangalica

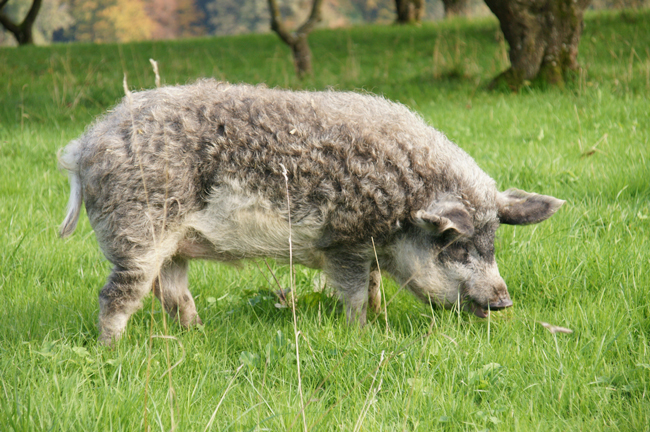
Mangalica neboli „prase s vlnou“

Mangalica, také mangalice, mangalika nebo mangulica je primitivní plemeno prasat pocházející z Velké uherské nížiny. Vyznačuje se hustými, zvlněnými štětinami. Jedná se o plemeno sádelného typu.

## Původ
Mangalica byla vyšlechtěna roku 1833, kdy srbský kníže Miloš poslal uherskému palatinu Josefovi darem dvanáct polodivokých, kudrnatých prasat ze srbské Šumadije. Ta byla dále křížena s rezavě zbarvenými szalontajskými prasaty a tmavými prasaty z Bakoňského lesa (kdysi i v Čechách populární bagouni). Jméno vytvořil Vuk Stefanović Karadžić spojením starogermánského výrazu mangh („kříženec“) se slovanskou ženskou koncovkou -ica.
Ve 2. polovině 19. a na počátku 20. století bývaly mladé mangalice (pod názvem bagoun) přiháněny na prodej do Českých zemí, Rakouska i Haliče. Sedlák obchodníkovi (jemuž se říkalo bagounkář) při koupi vyplatil zálohu a pokud se na podzim bagoun vyvedl, doplatil zbytek. Pokud ale prase do té doby uhynulo, obchodník jej byl povinen nahradit. Po roce 1890 byl příhon prasat z veterinárních důvodů omezován. První světová válka a rozpad Rakouska-Uherska znamenaly konec příhonu mangalice do Českých zemí. Ve 20. století začali chovatelé o mangalici ztrácet zájem, důvodem byla její nízká plodnost – ve vrhu bývá šest, maximálně osm selat, pozdní vyspívání a příliš tučné maso. Spotřebitelé vyžadovali vepřové maso s nižším obsahem tuku. V roce 1973 byla mangalica vyhlášena za ohrožené plemeno a od roku 1974 existuje v Maďarsku státní podpora pro její chov jakožto genové rezervy. Zásah byl velmi úspěšný, neboť mangalica již není ohrožena a Maďarsko ročně vyprodukuje 60 000 kusů mangalice. Její chov se rozšířil i do jiných států včetně Slovenska a České republiky. Větší význam než chov v čisté linii však má v České republice její křížení s jinými plemeny prasat.

## Vzhled a barevné rázy
Plemeno se vyznačuje dlouhou vlnitou srstí, jíž vedle štětin tvoří i podsada. Nejčastěji se chovají mangalice plavé až bílé, s tmavým rypákem a kopýtky, které zbarvením odpovídají původním srbským prasatům ze Šumadije. Černé mangalice mají více krve bakoňských prasat (bagounů), mohou být buďto celé černé a nebo, častěji, černé s bílým břichem a boky, Maďaři tomuto zbarvení říkají Fecskehasú („vlaštovčí břicho“). Jen zřídka se chovají mangalice rezavě zbarvené, které mají více krve szalontajského plemene. Dospělá mangalica váží 300–350 kg, kanci bývají těžší než svině, výška v kohoutku dosahuje 80–85 cm.

## Chov a využití

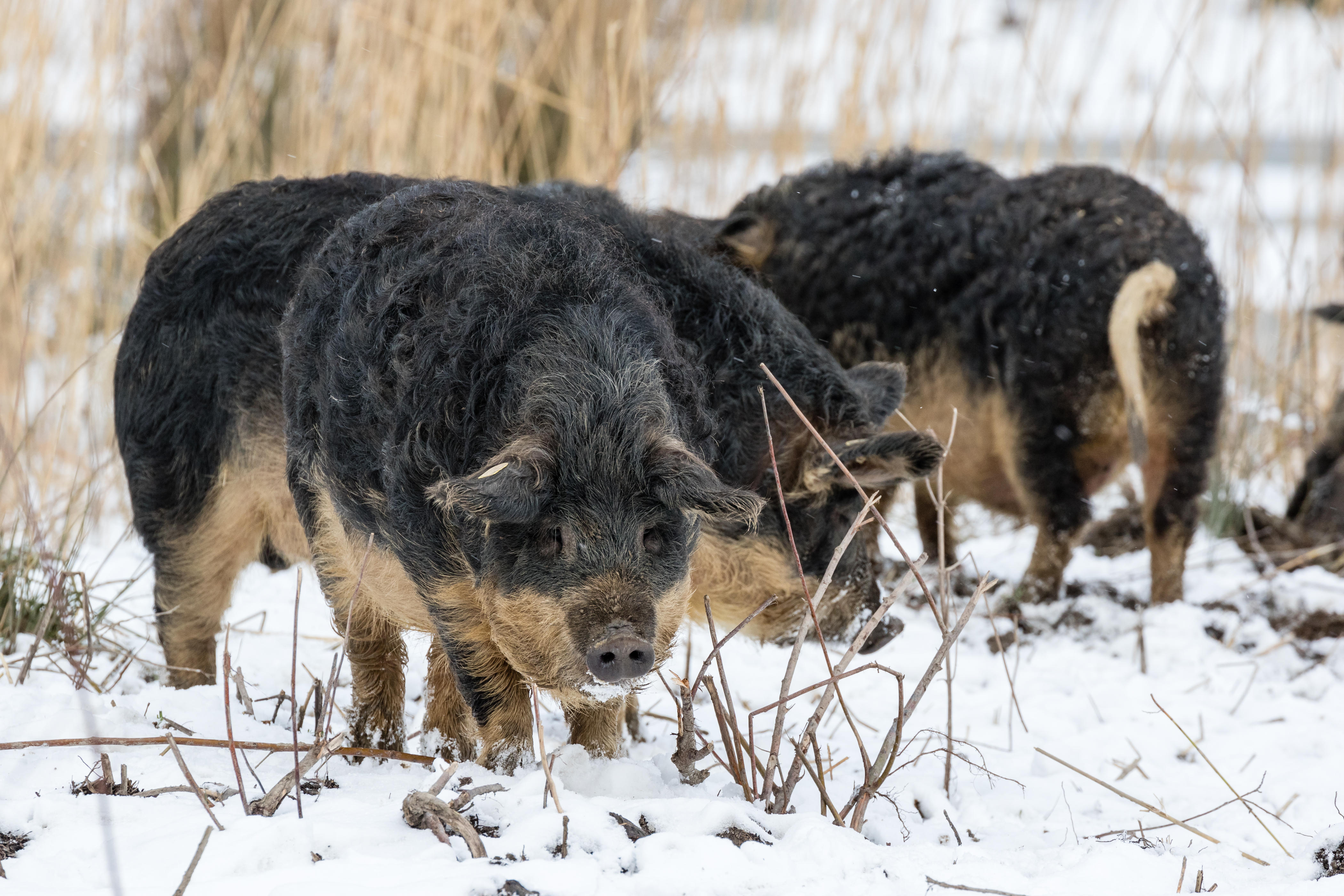
Stádo mangalik

Hustá, vlnitá srst mangalice dobře chrání před chladem a v létě jim nevadí, pokud mají možnost koupele ve vodě nebo válení v bahně. Mangalice se chovají celoročně venku, postačuje jim otevřená bouda, která je v zimě ochrání před sněhem a mrazivým větrem. Většinu potravy mangalice získávají spásáním trávy, pouze travou se však neuživí. Chovatelé je přikrmují kukuřičným šrotem, dýněmi, pařenými brambory. Mangalica roste mnohem pomaleji než bílá prasata, porážkové hmotnosti dosahuje až v druhém roce života. Mangalica patří mezi sádelná plemena prasat, na podzim a v zimě ukládá v těle velké množství sádla, tvořící více než polovinu její živé hmotnosti. Mangalice patří mezi nejtučnější plemena prasat, ale její sádlo má vyšší podíl tzv. dobrého cholesterolu a nenasycených mastných kyselin než sádlo jiných plemen prasat (rozdíl činí 7–18 %).
Maso, ale především sádlo a slanina z mangalice hrají značnou roli v maďarské kuchyni, patří k základním surovinám při výrobě uherského salámu nebo čabajské klobásy. Připravuje se z ní také šunka a pečený bůček, možnost využití jejího masa v kuchyni ale limituje vysoká tučnost.